# 铜九铁路
铜九铁路，全称铜陵—九江铁路，是中华人民共和国一条从安徽省铜陵市通往江西省九江市的铁路，全长251千米，是中国铁路「八纵八横」铁路网主骨架的建构策略中「八横」之一沿江通道的一部分。铜九铁路自中国安徽省铜陵市狮子山站起，沿长江向西经池州市青阳县、贵池区、东至县、江西省九江市彭泽县、湖口县至九江站，全长251公里，其中安徽省境内162.51公里，江西省境内88.43公里。铜九铁路于2005年5月动工建设，2008年2月全线贯通。2008年7月1日先开通货车，9月1日开通客车。设计时速为160km/h，單線並未有電氣化。但在大型桥梁和关键交通节点处，均有预留复线的空間。

## 歷史

### 早期筹划
早在1910年代末期，孫中山所著的《建國方略》中就提出要修一条連接九江至南京沿江铁路的设想。
|                                          | 【月】 南京韶州線 此線自南京起，循揚子江右岸而上，至於太平、蕪湖、銅陵、池州、東流以後，出安徽界，入江西之彭澤，遂至湖口。……至韶州，與粵漢線會。此線長約八百英里。 |
| ——孫中山，《建國方略·物質建設·第四計劃》 | |

早在1910年左右，池州境内存在從江口碼頭（今池州市貴池區江口街道江口汽車輪渡）到饅頭山煤礦（今為池州市第八中學所在地）的窄軌鐵路，全長5華里，此乃中國歷史上最早的鐵路之一。民國15年（1926年），安徽官礦局投資6萬元扩建鐵路，使其長度達到9華里。此時，饅頭山煤礦購買40輛運煤車，每車載重1噸。然而，由於沒有火車頭，運輸煤礦時，車廂通過斜坡滑行，卸貨後人力搬回。后第二次世界大戰爆發，日軍于1938年侵佔貴池，該窄軌鐵路始裝火車頭。駐煤礦日軍和贵池县日伪政权下属的煤矿公司對煤礦實施掠奪性開採，強迫當地居民開挖，至日本無條件投降前夕，將這段鐵路拆除。
中華人民共和國成立後，周恩来总理先后两次提出要將南京至九江之間的鐵路貫通。但限於政治、經濟條件，再加上沿綫地质结构复杂，血吸蟲病高發，最終只修築寧蕪鐵路、蕪銅鐵路。其中蕪銅鐵路于1971年3月24日全线建成通车，1977年全线投入运营。
1983年，貴池縣人民政府指定縣城建設規劃，提出規劃中的貴池火車站可放在里山乡（今属清溪街道辦事處）齐山与万罗山之间，而貨場宜放在江口鄉（今属江口街道办事处）清溪塔以东，并尽量向縣城靠近，以便客货流通，此方案1985年4月經過上級審查。1988年8月，經國務院批准，池州地區恢復建制，貴池撤縣設市成為池州地區行政公署所在地，随着經濟快速增長，人民對於鐵路交通的需求日益增長，境內的工業原材料及成品僅僅依靠公路運輸成本遠大於鐵路運輸。
1991年1月26日，中共池州地委、池州地区行政公署召開各县市书记、县长會議，提出“开始着手做好铜九铁路和大电厂、大水泥项目准备”。此后，时任铜陵市人民政府市长汪洋和时任池州地区行政公署专员季昆森联合向上级机构申报铜陵至九江铁路项目，试图终结池州没有铁路的历史。
1992年8月16日，时任池州地区行政公署和銅陵市人民政府在九華山風景區協商決定銅陵至九江鐵路安徽段籌備辦公室，兩地政府各自成立領導小組，并委託鐵道部第四勘測設計院製作可行性研究報告。8月27日，池州及銅陵兩地政府正式成立銅九鐵路建設領導小組，着手各地的鐵路勘測工作。

### 地质勘测
1993年初，在中华人民共和国第八届全国人民代表大会第一次会议召开前，铜陵市、池州地区联合江西省九江市向国家计划委员会及铁道部共同提出项目申报。3月26日，铁道部通过铜九铁路可行性研究报告。1994年8月，铜九铁路开始全线勘测设计，勘测单位为中铁三院，12月21日勘测工作基本结束。1994年3月6日至7日，汪洋会同池州行署专员季昌清在九华山风景区参加铜九铁路评估会议。
1995年6月8日，国家计划委员会批准铁道部、安徽省人民政府、江西省人民政府合资修建铜九铁路。但由於此時皖贛兩省融資投資困難，同時九江、銅陵兩市鐵路交通遠较于池州方便，於是2000年前後，每年兩會期間基本仅有池州籍人大代表提議呼籲早日開工銅九鐵路。1999年1月9日，铜九铁路铜陵至贵池段开始实地勘测。2000年4月11日，中华人民共和国铁道部、中铁三院会同安徽省建设委员会、水利厅、交通厅100余人到達铜陵，对铜九铁路铜陵至贵池段进行初步设计审查。
2000年6月，經國務院批准，池州地區撤銷改設池州市，貴池市改為池州市貴池區，新成立的池州市對鐵路交通的需求進一步增大。2002年，中共池州市委、池州市人民政府以主動大幅降低銅九鐵路安徽段90%以上徵地成本，爭取以省部合資改為鐵道部獨資開建該鐵路。2004年6月初，铁道部、安徽省、江西省正式签署合作建设铜九铁路协议书。2004年7月22日至23日，興建銅九鐵路可行性報告評審會在北京召開。，9月下旬，全綫测绘工作基本完成。同年11月23日，銅九鐵路建設項目初步設計審查會在北京舉行。2004年12月27日铜九铁路项目全面开工前夜，池州市人民政府在青陽縣新河鎮召开征迁动员大会。

### 施工建设
| 序號 | 施工区间                            | 施工区间                    | 工程情况       | 里程 (KM) |
| 序號 | 起                                  | 迄                          | 工程情况       | 里程 (KM) |
| ---- | ----------------------------------- | --------------------------- | -------------- | --------- |
| 1    | 獅子山站 芜铜铁路K66+323/銅九鐵路K0 | 設計分界處 铜九铁路K243+500 | 新建           | 236.945   |
| 2    | 獅子山站外 芜铜铁路K64+500          | 铜陵站 芜铜铁路K74+182      | 芜铜既有线改建 | 9.862     |
| 3    | 西湖綫路所 芜铜铁路K69+350          | 铜陵東站 銅九鐵路K4+050     | 新建           | 3.478     |
| 4    | 設計分界處 铜九铁路K243+500         | 九江站 銅九鐵路K246+573     | 新建           | 12.073    |

2004年12月28日，銅九鐵路先行段（青陽九華山段2公里）正式開工建設，次年4月30日建成。2005年5月18日，二標段（九華山至池州）正式動工。
2006年5月23日，銅九鐵路開始在起点獅子山站鋪軌。2006年9月15日，銅陵池州交界的蛤蟆嶺隧道竣工，18日22時正式鋪軌，20日上午隧道鋪軌完畢，進入池州市貴池區茅坦鄉（今屬墩上街道）境內。11月28日，铜九铁路成功与芜铜铁路在狮子山站接轨。12月28日上午，铜陵至池州区间首发货运列车，结束了池州不通货运列车的历史。當日9時58分，池州市人民政府在池州站貨場舉行池州至銅陵貨運列車首發儀式。
2007年10月7日，銅九鐵路安徽段完成鋪軌。
銅九鐵路原計劃于2009年2月竣工，然而其工程進度遠出當地政府的預料。2008年2月23日8時08分，鐵路施工人员在江西省彭泽县芙蓉墩镇架设最后一组轨排，標誌着铜九铁路全线完成鋪軌。3月20日，該鐵路正式完工。此後至4月，鐵道部對銅九鐵路全綫進行時速120至140km/h的動態檢測。6月16日8時30分，鐵道部對銅九鐵路全綫進行最後一次安全檢測。6月18日18時始，銅九鐵路安徽段移交上海鐵路局，标志着铜九铁路交付运营进入了实质性阶段。6月20日至21日，铜九铁路开始试运行客运列车。7月1日9时58分，铜九铁路全綫正式开通货运列车，运行时速60km/h。2008年9月1日下午2時10分，铜九铁路客运列车正式开通。首發列車為DF4D-0011内燃机车牵引的池州—上海T778/5次列車。9月6日，铜九铁路货运列车提速至140km/h。

### 电气化改造
2013年之后，为配合衢九铁路的建设，本线与衢九铁路共线区间实行了改造。本线与衢九铁路在湖口站至九江站区间共线，其中湖口至琵琶湖站区间为单线，琵琶湖至九江站区间已有双线，2区间都实现了复线化和电气化，信号系统也从半自动闭塞升级成了自动闭塞和CTCS-2。

## 车站
沿线设铜陵（原称铜陵东）、新河镇、池州、东至、彭泽、湖口、九江等24个车站。其中，铜陵站，池州站，东至站，彭泽站，湖口站和九江站办理客运业务，香隅站及以东各站由上海铁路局管辖，香隅以西则由南昌铁路局九江车务段管辖。
| 铜九铁路           |          |          |        |        |        |                                       |            |  |
|                    |          |          |        |        |        |                                       |            |  |
| 里程               | 站名     | 车站等级 | 所在地 | 所在地 | 所在地 | 营运者                                | 备注       |  |
| 本线起点           |          |          |        |        |        |                                       |            |  |
| 0                  | 狮子山站 | 四等站   | 安徽省 | 铜陵市 | 铜官区 | 中国铁路上海局集团有限公司 芜湖车务段 | 货运站     |  |
| 5                  | 铜陵     | 二等站   | 安徽省 | 铜陵市 | 铜官区 | 中国铁路上海局集团有限公司 芜湖车务段 | 客运站     |  |
| 11.740             | 铜陵南   | 四等站   | 安徽省 | 铜陵市 | 郊区   | 中国铁路上海局集团有限公司 芜湖车务段 | 货运站     |  |
|                    | 缸窑湖   | 五等站   | 安徽省 | 铜陵市 | 郊区   | 中国铁路上海局集团有限公司 芜湖车务段 | 会让站     |  |
|                    | 新河镇   | 四等站   | 安徽省 | 池州市 | 青阳县 | 中国铁路上海局集团有限公司 芜湖车务段 | 货运站     |  |
|                    | 茅坦     |          | 安徽省 | 池州市 | 贵池区 | 中国铁路上海局集团有限公司 芜湖车务段 | 会让站     |  |
|                    | 马衙     | 四等站   | 安徽省 | 池州市 | 贵池区 | 中国铁路上海局集团有限公司 芜湖车务段 | 货运站     |  |
|                    | 池州     | 二等站   | 安徽省 | 池州市 | 贵池区 | 中国铁路上海局集团有限公司 芜湖车务段 | 客货运站   |  |
|                    | 涓桥     | 五等站   | 安徽省 | 池州市 | 贵池区 | 中国铁路上海局集团有限公司 芜湖车务段 | 会让站     |  |
|                    | 殷汇     | 五等站   | 安徽省 | 池州市 | 贵池区 | 中国铁路上海局集团有限公司 芜湖车务段 | 会让站     |  |
|                    | 唐田     | 五等站   | 安徽省 | 池州市 | 贵池区 | 中国铁路上海局集团有限公司 芜湖车务段 | 会让站     |  |
|                    | 张溪     |          | 安徽省 | 池州市 | 东至县 | 中国铁路上海局集团有限公司 芜湖车务段 | 不办理业务 |  |
|                    | 东至     | 四等站   | 安徽省 | 池州市 | 东至县 | 中国铁路上海局集团有限公司 芜湖车务段 | 客货运站   |  |
|                    | 建新     | 四等站   | 安徽省 | 池州市 | 东至县 | 中国铁路上海局集团有限公司 芜湖车务段 | 货运站     |  |
|                    | 香隅     | 五等站   | 安徽省 | 池州市 | 东至县 | 中国铁路上海局集团有限公司 芜湖车务段 | 货运站     |  |
| 171                | 马垱     | 五等站   | 江西省 | 九江市 | 彭泽县 | 中国铁路南昌局集团有限公司 九江车务段 | 会让站     |  |
|                    | 泉山     | 五等站   | 江西省 | 九江市 | 彭泽县 | 中国铁路南昌局集团有限公司 九江车务段 | 会让站     |  |
| 192                | 彭泽     | 四等站   | 江西省 | 九江市 | 彭泽县 | 中国铁路南昌局集团有限公司 九江车务段 | 客货运站   |  |
|                    | 流泗     |          | 江西省 | 九江市 | 湖口县 | 中国铁路南昌局集团有限公司 九江车务段 | 会让站     |  |
|                    | 刘家湾   | 已撤销   | 江西省 | 九江市 | 湖口县 | 中国铁路南昌局集团有限公司 九江车务段 |            |  |
| 以下与衢九铁路共线 |          |          |        |        |        |                                       |            |  |
| 221                | 湖口     | 三等站   | 江西省 | 九江市 | 湖口县 | 中国铁路南昌局集团有限公司 九江车务段 | 客货运站   |  |
|                    | 琵琶湖   | 二等站   | 江西省 | 九江市 | 浔阳区 | 中国铁路南昌局集团有限公司 九江车务段 | 货运站     |  |
| 250.963            | 九江     | 一等站   | 江西省 | 九江市 | 濂溪区 | 中国铁路南昌局集团有限公司 九江车务段 | 客运站     |  |
| 本线终点           |          |          |        |        |        |                                       |            |  |

## 货运
依托铜九铁路，安徽西南部丰富的矿产资源得到开发。铁路沿线拥有锰矿、方解石矿、石灰岩、白云岩矿、铅锌、钨钼资源，推动了池州市、铜陵市的建设和发展。

## 客运
截止2024年1月，铜九铁路共开行过18对客运列车，其中8对已经改经其他线路或停运。

### 现行图定开行列车
下表数据截至2024年1月，信息来源为12306网站。详情请参阅具体车次条目。其中，2020年7月1日增加的苏州—深圳K34/35、K36/33是铜九铁路开通12年来，第一对双向不停靠铜九线任何中间地级市车站的旅客列车。

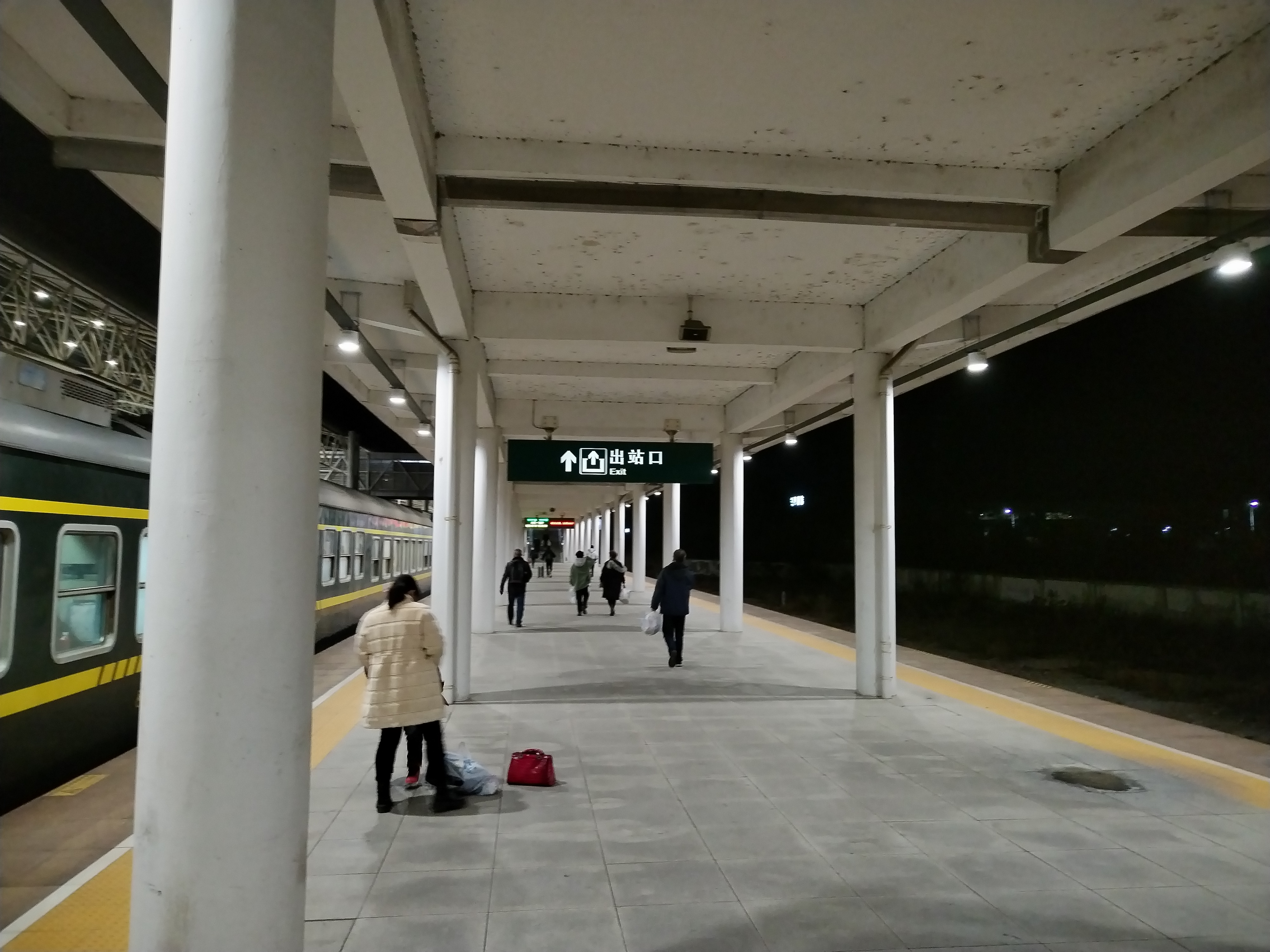
2023年1月，K1557次列车在池州站办理客运业务

| 车次                  | 起讫站        | 担当路局   | 停靠车站情况 | 停靠车站情况 | 停靠车站情况 | 停靠车站情况 | 停靠车站情况 | 停靠车站情况 | 开行日期       |
| --------------------- | ------------- | ---------- | ------------ | ------------ | ------------ | ------------ | ------------ | ------------ | -------------- |
| 车次                  | 起讫站        | 担当路局   | 铜陵站       | 池州站       | 东至站       | 彭泽站       | 湖口站       | 九江站       | 开行日期       |
| K1236/1237 K1238/1235 | 南昌—苏州     | 南昌局集团 |              | ●            |              | ●            |              | ●            | 2008年9月1日   |
| K1236/1237 K1238/1235 | 南昌—苏州     | 南昌局集团 |              | ●            |              |              |              | ●            | 2008年9月1日   |
| K1218/1219 K1220/1217 | 南昌—宁波     | 南昌局集团 | ●            | ●            |              | ●            | ●            | ●            | 2008年9月1日   |
| K1218/1219 K1220/1217 | 南昌—宁波     | 南昌局集团 | ●            | ●            |              | ●            |              | ●            | 2008年9月1日   |
| K1191 K1192           | 湛江—南京     | 南宁局集团 |              |              |              |              |              | ●            | 2009年4月1日   |
| K1191 K1192           | 湛江—南京     | 南宁局集团 | ●            | ●            |              | ●            |              | ●            | 2009年4月1日   |
| K161 K162             | 徐州—桂林北   | 上海局集团 | ●            | ●            |              |              |              | ●            | 2013年10月28日 |
| K161 K162             | 徐州—桂林北   | 上海局集团 | ●            | ●            |              |              |              | ●            | 2013年10月28日 |
| K136/137 K138/135     | 南通—昆明     | 上海局集团 | ●            | ●            |              |              |              | ●            | 2014年12月30日 |
| K136/137 K138/135     | 南通—昆明     | 上海局集团 | ●            |              | ●            |              |              | ●            | 2014年12月30日 |
| K677/676 K675/678     | 徐州—广州白云 | 上海局集团 | ●            | ●            |              |              |              | ●            | 2015年7月1日   |
| K677/676 K675/678     | 徐州—广州白云 | 上海局集团 | ●            | ●            |              |              |              | ●            | 2015年7月1日   |
| K1558/1555 K1556/1557 | 南宁—上海     | 南宁局集团 | ●            | ●            | ●            |              | ●            | ●            | 2015年7月1日   |
| K1558/1555 K1556/1557 | 南宁—上海     | 南宁局集团 | ●            | ●            | ●            | ●            | ●            | ●            | 2015年7月1日   |
| K782/783 K784/781     | 昆山—萍乡     | 南昌局集团 | ●            |              | ●            |              |              | ●            | 2017年12月28日 |
| K782/783 K784/781     | 昆山—萍乡     | 南昌局集团 |              | ●            |              | ●            |              | ●            | 2017年12月28日 |
| K34/35 K36/33         | 苏州—深圳     | 广州局集团 |              |              | ●            |              |              | ●            | 2020年7月1日   |
| K34/35 K36/33         | 苏州—深圳     | 广州局集团 |              |              | ●            |              |              |              | 2020年7月1日   |
| T151 T152             | 广州—南京     | 广州局集团 | ●            | ●            |              |              | ●            | ●            | 2023年7月1日   |
| T151 T152             | 广州—南京     | 广州局集团 |              |              | ●            |              |              |              | 2023年7月1日   |

### 历史开行列车
2008年9月1日，铜九铁路客运列车通车当天，T778/T775次列车正式改经铜九铁路、宁铜铁路、京沪铁路运行，始发站由原宁铜铁路铜陵站（今铜陵西站）延伸至池州站。同日下午至晚间，杭州至池州5122/5123、5124/5121次普快列车，南昌至南京K505/6次快速旅客列车，南昌至宁波2532/2533、2534/2531次普快列车正式开行，途径铜九铁路。2008年9月8日起，武汉局于本线增开武昌至南京K345/348、K347/346次快速旅客列车，但次年3月25日宣告停运。
2009年1月11日至2月20日，南宁局增开南宁至南京西L721/722次临时旅客列车，其中九江至铜陵区间经过本线。2009年4月1日，T778/T775次列车更名为T7776/7777、T7778/7775次，运行区间不变。同日，上海局增开阜阳至池州5153/5154次普通旅客快车、芜湖至池州5155/5156次普通旅客快车；南宁局将原南宁至南京西L721/722次临时旅客列车改为图定列车，命名为K1191/1192次快速旅客列车，运行区间改为南宁至南京，途径铜九铁路。
2010年3月12日，为照顾安徽南部外出务工人员之出行需求，浙江金温铁路公司开通温州至池州K8538/8539、K8540/8537次快速旅客列车，途径铜九本线。2010年4月26日，原阜阳至池州5153/5154次列车升级为快速旅客列车，车次改为K8553/8554次；芜湖至池州5155/5156次列车升级为快速旅客列车，车次改为和K8551/8552次。2010年7月1日，T7776/7777、T7778/7775次运行区间缩短为池州至南京西，依然途经铜九铁路、宁铜铁路。2010年9月8日，原南昌至宁波2532/2533、2534/2531次列车改为宁波东站始发终到。
2011年1月10日，因客流不足，温州至池州K8538/8539、K8540/8537次快速旅客列车临时停运，5月9日起恢复运行，7月1日正式停运。2012年3月25日，因南京西站停办客运，T7777/T7778次列车改为南京站始发终到，但仍经过铜九本线。2012年7月1日，2532/2533、2534/2531次列车升级为快速旅客列车，车次改为K1218/1219、K1220/1217次，运行范围不变。
2013年春运期间，上海局在上海至铜陵间增开K8466/8467、K8468/8465次临时快速旅客列车，经过铜九铁路。2013年3月19日，T7777/T7778次列车停运，原车底被用于开行上海至池州T7606/7607、T7608/7605次临时特快列车，次年4月1日正式改为图定列车。2013年7月1日，K505/506次列车延伸至苏州站始发终到，列车车次更换为K1326/1327、K1328/1325次。2013年7月1日至2014年12月9日，K878/875、K876/877次列车延长至九江站始发终到，故途径铜九本线。2013年12月28日，因宁波站改造完成，K1218/1219、K1220/1217次列车重新改为宁波站始发终到，仍途径铜九本线。2013年12月28日起，K161/162次列车改为徐州至湛江間運行，在铜陵至九江之间经过本线，与K177/178次车底套用。
2014年12月10日，T7606/7607、T7608/7605次列车经本线延伸至东至站终到、始发，成为东至火车站开通6年以来第一对管内列车，也是第一对始发列车。这也是上海局首次在县政府驻地中间站开行始发进沪特快列车。同日，原K722/723、K724/721次列車运行区间改为南通至昆明，并改经宁启、宁铜、铜九、京九、沪昆线运行。
2015年春运期间，K1557/1558次列車经铜九、宁铜、京沪线临时延長至上海站始发終到，车次改为K1558/1555、K1556/1557次，春运结束后恢复原运行区段，并在清明节后因客运淡季临时停运。2015年7月1日，K1557/1558次列車车次正式改为K1558/1555、K1556/1557次，经过本线。同日，因合福高铁开通，K177/178次运行区段更改为徐州至广州东，经过铜九铁路，车次调整为K677/676、K675/678次。。
2016年1月9日，配合宁安客运专线正式通車，乘搭動車来往池州、銅陵至长三角比普速列車更方便快捷，原上海至东至T7606/7607、T7608/7605次列车，芜湖至池州K8551/8552次列车停运；原阜阳至池州K8553/8554次列车运行区间缩短为阜阳至芜湖，不再途经铜九铁路。2017年12月28日，因衢九铁路开通，K782/783、K784/781次列车改经铜九铁路运行。2019年10月11日，原南通至昆明K722/723、K724/721次列車车次改為K136/137、K138/135次，同時列車因淡季暫時改為隔日开行。
2020年7月1日，受皖赣線實施汛期列車運行圖影響，K34/35、K36/33次列车改經铜九铁路運行。2023年7月1日，T152/151次列车在芜湖至向塘区间改由本线运行。同日，K1191/1192次列车改為南京至湛江之間運行，其中铜陵至九江区间仍经铜九本线。

## 轶事
2016年7月2日下午6时左右，因暴雨导致铜九铁路彭泽段多处路段受损，导致K1218/1219次列车停运，导致大量旅客滞留彭泽火车站。期间有少数旅客在车站吵闹，不愿离开车站，但经工作人员劝导，全部平静。